# 成国大志
成国大志（日语：／ Narikuni Taishi，1997年11月13日—），日本男子摔跤运动员。他曾代表日本参加塞尔维亚贝尔格莱德举办的2022年世界摔跤锦标赛，获得男子自由式70公斤级金牌。